# Десерт Вельфов
Десерт Вельфов (нем. Welfenspeise, также вельфский пудинг (нем. Welfenpudding) — немецкий кремовый десерт, похожий на фламмери. Кулинарный специалитет Нижней Саксонии.
Десерт Вельфов состоит из двух кремовых слоёв. Нижний ванильный крем готовят на молоке, к нему по остывании примешивают хорошо взбитые яичные белки. На остывший нижний слой десерта выкладывают верхний винный крем из взбитого желтка с белым вином и лимонным соком. Перед подачей десерт выдерживают один-два часа в холодном месте. Жёлто-белая цветовая гамма десерта соответствует геральдическим цветам династии Вельфов, чем и объясняется его название. Десерт Вельфов был изобретён ганноверским кондитером по случаю 200-летнего юбилея правления в Брауншвейг-Люнебурге династического дома Вельфов и, как считается, стал любимым десертом курфюрста Эрнста Августа Брауншвейгского.